# Phare de Moorea
Le phare de Moorea se trouve en baie de Vaïare, sur la côte est de l'île de Moorea, faisant partie des îles du Vent en Polynésie française.
Le phare balise la passe de Vaïare entre les récifs de corail, donnant accès au quai de Vaïare, débarcadère de la liaison maritime, par catamarans et ferrys, venant de l'île de Tahiti, située à 17 km à l'est.
Il se situe entre les communes de Afareaitu et Teavaro.